# Moon (film)
Pour les articles homonymes, voir Moon.
Pour plus de détails, voir Fiche technique et Distribution.
Moon est un film de science-fiction britannique écrit et réalisé par Duncan Jones, sorti en 2009.
Le film suit Sam Bell qui est un employé de la société Lunar, entreprise d'extraction d'hélium 3. Cette ressource-clef répond à la crise énergétique grandissante sur Terre tout en fournissant une énergie propre. L'hélium 3 n'est récupérable que dans le régolithe (poussière lunaire), ce qui a imposé à Lunar de bâtir une station spatiale lunaire très automatisée dont un employé a la surveillance. Sam Bell y est en poste avec pour seul compagnon GERTY, un ordinateur mobile polyvalent doté de la parole. Arrivant à la fin de son contrat de trois ans, il s'apprête à achever sa longue mission en solitaire et à retrouver sa famille, quand, petit à petit, il est pris d'hallucinations.
Ce film est présenté pour la première fois au festival du film de Sundance, le 23 janvier 2009.
En France, Moon n'a jamais fait l'objet d'une sortie au cinéma. Il a été projeté dans les salles lors de plusieurs festivals, dont le Festival international du film fantastique de Gérardmer le 29 janvier 2009, le festival du film anglais et irlandais d'Ajaccio Under My Screen (4 au 12 décembre 2010), et le Festival européen du film fantastique de Strasbourg, où il a reçu le premier prix.
Ce film a reçu une bonne critique, entre autres au festival du film de Sundance, a reçu le prix du jury et le prix du public au Festival du film fantastique de Gérardmer 2010, a été considéré comme meilleur film indépendant britannique à la 12e cérémonie des British Independent Film Awards et a gagné le prix de British Academy of Film and Television Arts en 2010.

## Synopsis
Lors d'une sortie hors de la base lunaire en astromobile, déconcentré par l'une de ses hallucinations, Sam percute une moissonneuse. Blessé, il perd connaissance. Il se retrouve ensuite à l'infirmerie, sous la surveillance de GERTY, qui lui apprend qu'il a eu un accident. Sam surprend une communication entre le robot et l'entreprise Lunar, alors que les messages directs ne sont plus censés fonctionner depuis un étrange incident technique affectant une antenne. Suspicieux à l'égard du robot, Sam apprend qu'il a interdiction de sortir de la base avant l'arrivée d'une équipe de réparation envoyée pour la moissonneuse. 
Sam sabote une conduite de gaz pour faire croire à un impact de météorite sur la base et donc, à obliger le robot à le laisser sortir vérifier l'intégrité de la coque de son habitat lunaire. Au lieu d'inspecter la base, Sam se rend au lieu de l'accident et fouille le Rover endommagé. Il y découvre un corps encore en vie : à sa grande stupéfaction, celui-ci lui ressemble trait pour trait. L'ayant ramené à la base, il comprend que Lunar a créé des clones, à partir d'un Sam Bell original dont les clones utilisent les souvenirs. Le deuxième a été réveillé pour remplacer le premier et l'interdiction de sortie avait pour but d'éviter une rencontre entre les deux.
Surmontant leurs dissensions initiales, les deux Sam Bell en viennent coopérent pour comprendre leur identité et pour élucider le mystère de leur exploitation. Comprenant que les clones ne peuvent provenir que du site lunaire où ils travaillent, ils découvrent en fouillant la base une réserve à clones avec des centaines de corps prêts à être mis en service. L'état du Sam accidenté continue de se dégrader et il comprend que cela est en fait lié à sa durée de vie : trois années, comme celle de son contrat. Des enregistrements lui permettent de constater que de nombreux autres clones arrivés en fin de contrat dégénèrent rapidement et que leur corps est incinéré lors d'un simulacre de retour sur Terre en capsule, pour laisser place au clone suivant. Le deuxième Sam comprend que le problème de communication est provoqué afin que les clones en poste ne puissent pas contacter la Terre directement. Les deux Sam découvrent ensuite des brouilleurs éloignés de la base. Le premier Sam, grâce à un vidéophone portable, sort du périmètre brouillé pour appeler chez lui. Il entre en contact avec une jeune adolescente — sa propre fille, ou plutôt celle du Sam originel, bien plus âgée qu'il ne le croyait ; il apprend la mort de sa femme, celle qu'il espérait rejoindre à son retour, ainsi que la présence du « vrai » Sam originel, demeuré sur Terre. Plus tard le deuxième Sam, en consultant l'appel enregistré, comprend lui aussi la vérité.
L'équipe de réparation est en réalité une équipe de « nettoyage » chargée d'assurer qu'un clone seulement se trouve en poste. Ses membres cherchenr donc à faire disparaître l'ancien corps, et, s'ils découvrent deux clones éveillés dans la base, à les éliminer pour préserver le secret de l'opération. Le deuxième Sam, considérant que le premier est plus méritant, lui propose d'échanger leur place, de l'envoyer sur Terre, par l'intermédiaire de la capsule d'envois périodiques d'hélium 3, ayant préalablement demandé à GERTY d'amorcer le réveil d'un autre clone, afin de le placer inconscient dans le Rover endommagé (ce qui revient à le condamner à mort). Voyant sa santé se dégrader rapidement (au point qu'il ne soit plus du tout en état de voyager), et refusant d'utiliser de la sorte un autre être humain (même si celui-ci a été conçu, aussi bien que lui-même, comme un être interchangeable), le premier Sam refuse et demande à retourner au Rover endommagé afin d'y mourir. Le deuxième Sam pourra ainsi tenter de revenir sur Terre selon le plan initialement prévu. Les deux Sam font ensemble le trajet jusqu'au Rover en échangeant leurs « souvenirs », strictement identiques et fictifs, entre ironie et amertume.
Afin que l'équipe de « réparation » ne soit pas informée de l'évasion, l'ordinateur GERTY, programmé pour assurer la sécurité de l'opérateur « Sam Bell » en toutes circonstances, indique au deuxième Sam comment redémarrer ses systèmes et en vider ainsi la mémoire, laquelle pourrait les trahir. Tandis que le nouveau clone est sur le point de se réveiller, le deuxième Sam programme in extremis une moissonneuse pour entrer en collision avec l'un des brouilleurs, afin de permettre les communications en direct, puis s'enfuit dans la capsule. Le premier Sam, encore conscient dans la moissonneuse accidentée, voit d'un hublot la capsule décoller vers la Terre et meurt en paix. 
Alors que la capsule fait route pour la Terre avec le deuxième Sam à bord, le film se termine par un montage de commentaires télévisés signalant la chute brutale du cours de l'action Lunar, l'accusation de crime contre l'humanité contre l'entreprise à la suite des révélations du clone et une diatribe dénonçant celui-ci comme « un dingo ou un immigrant illégal » et demandant sa détention.

## Fiche technique
Sauf indication contraire, les informations mentionnées dans cette section peuvent être confirmées par la base de données cinématographiques IMDb,  présente dans la section « Liens externes ».
- Titre original : Moon
- Titre français : Moon : La face cachée
- Titre québécois : Moon
- Réalisation : Duncan Jones

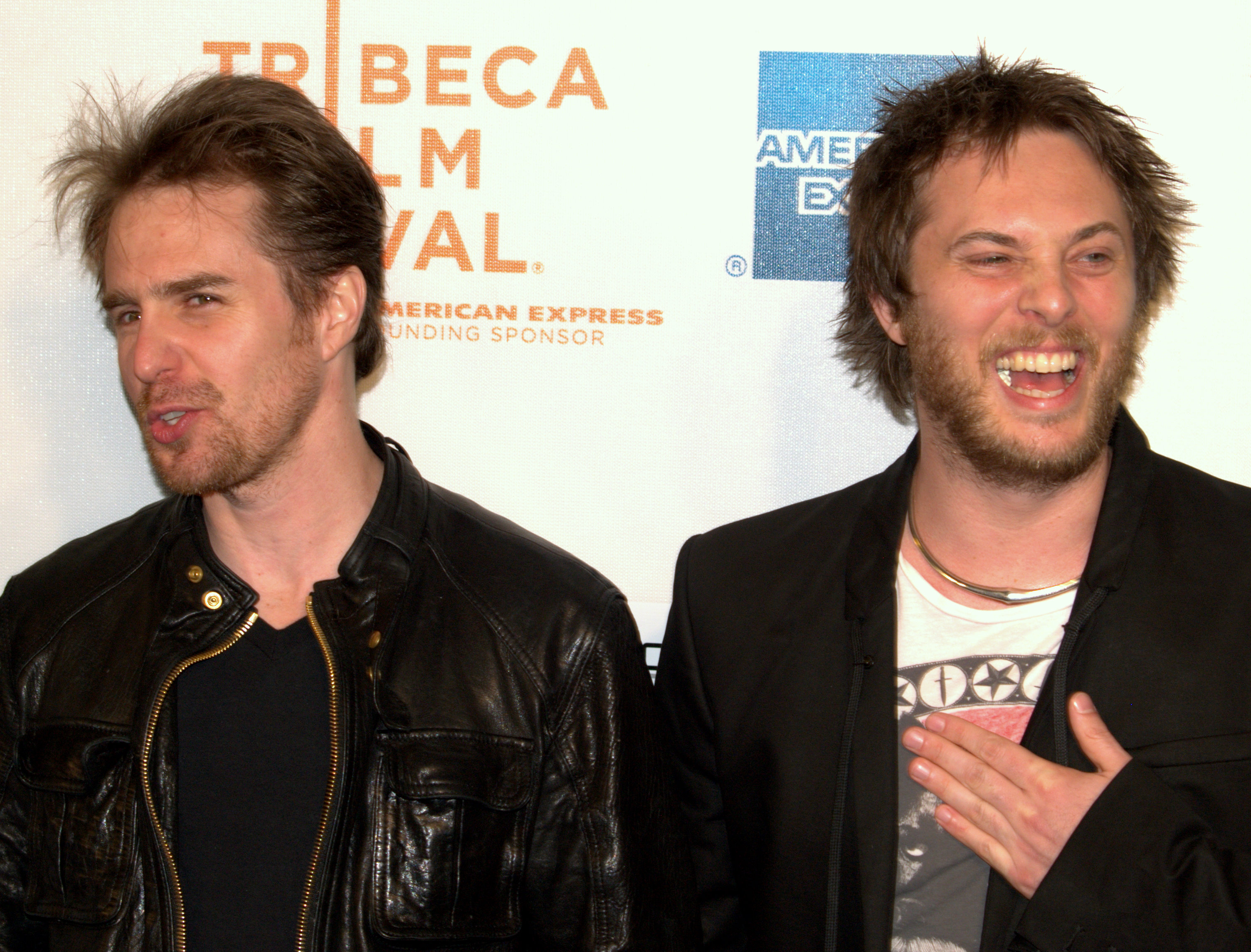
Sam Rockwell et Duncan Jones en 2009 au festival du film de TriBeCa.

- Scénario : Duncan Jones, d'après une histoire de Nathan Parker
- Musique : Clint Mansell
- Direction artistique : Hideki Arichi
- Décors : Tony Noble
- Costumes : Jane Petrie
- Photographie : Gary Shaw
- Montage : Nicolas Gaster
- Production : Stuart Fenegan et Trudie Styler (producteurs), Julia Valentine (producteur exécutif), Trevor Beattie, Bil Bungay, Michael Henry et Bill Zysblat (producteurs délégués), Justin Lanchbury (producteur associé)
- Sociétés de production : Sony Pictures Classics, Stage 6 Films (en), Liberty Films, Xingu Films
- Société de distribution : Sony Pictures Classics (États-Unis), Sony Pictures Releasing (France, Royaume-Uni), Métropole Films (Québec)
- Budget : 5 000 000 $ US
- Pays d'origine :  Royaume-Uni
- Langue originale : anglais
- Format : couleur (DeLuxe) — 35 mm — 2,35:1 — son Dolby Digital / Dolby Atmos
- Genre : Science-fiction et drame
- Durée : 97 minutes
- Dates de sortie :
  - États-Unis : 23 janvier 2009 (première séance au festival du film de Sundance)
  - Royaume-Uni : 17 juillet 2009
  - Belgique : 25 novembre 2009
  - Suisse : 12 mai 2010
  - France : 16 juin 2010 (uniquement en DVD)
- Classification : 
  - États-Unis : R
  - France : Tous publics

## Distribution
- Sam Rockwell (VFB : Sébastien Hébrant ; VQ : Gilbert Lachance) : un clone de Sam Bell

Les expressions de GERTY sont symbolisées par des smileys.

- Robin Chalk (en) (VQ : Daniel Picard) : un autre clone de Sam Bell
- Kevin Spacey (VF : Gabriel Le Doze ; VQ : Pierre Auger) : voix de GERTY
- Dominique McElligott (VFB : Valérie Muzzi ; VQ : Geneviève Désilets) : Tess Bell
- Kaya Scodelario (VFB : Maia Baran ; VQ : Aline Pinsonneault) : Eve Bell, adolescente
- Rosie Shaw (VFB : Marcha Van Boven ; VQ : Léa Roy) : Eve Bell, enfant
- Benedict Wong (VQ : François Godin) : Thompson
- Matt Berry (VQ : Denis Michaud) : Overmeyers
- Malcolm Stewart (en) : le technicien

## Production

### Tournage
Les spécialistes de décors ont construit une Lune de vingt pieds sur trente (environ 6 × 9 m).

### Musique
Pour ce film, Clint Mansell a composé les titres suivants :
Le réalisateur Duncan Jones ne cache pas qu'il apprécie la musique de Requiem for a Dream de Darren Aronofsky (2000), aussi réalisée par Clint Mansell. En plein projet de son premier film, Jones n'avait pas encore songé à ce musicien lorsqu'il utilisa d'anciens titres de celui-ci.

## Accueil

### Festivals
Étant donné qu'il s'agit d'un petit film indépendant avec un faible budget de cinq millions de dollars, Moon a parcouru les festivals de ville en ville. Le premier a eu lieu le 23 janvier 2009 au Festival du film de Sundance à New York.

### Critiques
Dès sa sortie, le film a reçu des critiques positives. Les spectateurs AlloCiné lui attribuent la note de 4/5 et IGN celle de 8/10.
IGN classe GERTY 3000, le robot accompagnant Sam Rockwell dans le film, à la 7e place des intelligences artificielles les plus « cool » de l'histoire du cinéma.

## Distinctions

### Récompenses
- 63e cérémonie des British Academy Film Awards : Meilleur nouveau scénariste, réalisateur ou producteur britannique pour Duncan Jones[7]
- 12e cérémonie des British Independent Film Awards : Meilleur film indépendant britannique et Prix « Douglas Hickox Award » (meilleur premier film) pour Duncan Jones[8]
- 30e cérémonie des London Film Critics Circle Awards (en) : Prix du meilleur nouveau réalisateur britannique pour Duncan Jones
- National Board of Review : Top 10 des meilleurs films indépendants de l'année 2009[9]
- Austin Film Critics Association : Top 10 des meilleurs films de l'année 2009[10]
- Utopiales 2009 : Grand prix du jury et le Prix du public[11]
- 17e Festival international du film fantastique de Gérardmer : Prix du jury et Prix de la critique pour Duncan Jones

### Nominations
- 63e cérémonie des British Academy Film Awards : Meilleur film britannique de l'année
- 22e cérémonie des Chicago Film Critics Association Awards : Prix du réalisateur le plus prometteur pour Duncan Jones
- 30e cérémonie des London Film Critics Circle Awards (en) : Prix du film britannique de l'année et Prix du réalisateur de l'année pour Duncan Jones
- 17e Festival international du film fantastique de Gérardmer : Grand Prix, Prix du Jury Jeunes, Prix du Public et Prix du Jury SyFy

## Analyse
Certaines séquences du film font penser aux moments angoissants du film 2001, l'Odyssée de l'espace (1968) de Stanley Kubrick : la Lune, l'ordinateur, les morts programmées par ce dernier, sa neutralisation, la forme du sarcophage qui rappelle celui des hibernautes de 2001 attendant d'être réveillés, l'échappée de l'astronaute. Les références visuelles au film de Kubrick sont nombreuses : polices de caractères utilisés par les écrans d'affichage, couloirs de forme octogonale. Le traitement de l'intelligence artificielle est différent, sur le fond comme sur la forme : contrairement à HAL 9000, l'ordinateur GERTY n'est pas affecté par un dysfonctionnement d'ordre psychotique évoluant vers des comportements meurtriers du fait de l'obligation de dissimuler des informations et de mentir à son partenaire humain ; et, quand celui-ci découvre accidentellement qu'il a été manipulé, GERTY réagit par la compassion plutôt que par l'hostilité, puis l'aide dans sa quête de sa propre identité, allant même jusqu'à se faire complice des deux clones en leur suggérant spontanément d'effacer ses banques de mémoire avant d'activer son propre redémarrage afin que leur plan fonctionne. En outre les expressions de GERTY sont symbolisées par des smileys, évoquant une gamme certes limitée d'émotions humaines, en opposition à la représentation de HAL par l'œil fixe d'une caméra de surveillance de couleur rouge (qui a été comparé à celui d'un cyclope)[réf. nécessaire].
Le film rappelle aussi par divers points le film Solaris d'Andreï Tarkovski (1972) ou son remake par Steven Soderberg (2002).
Dans la deuxième partie du film, le compte à rebours indiquant l'heure d'arrivée de l'équipe de secours est une référence probable à Outland (1981), film se déroulant dans une base d'exploitation minière sur une lune de Jupiter[réf. nécessaire].

## Projet de suite

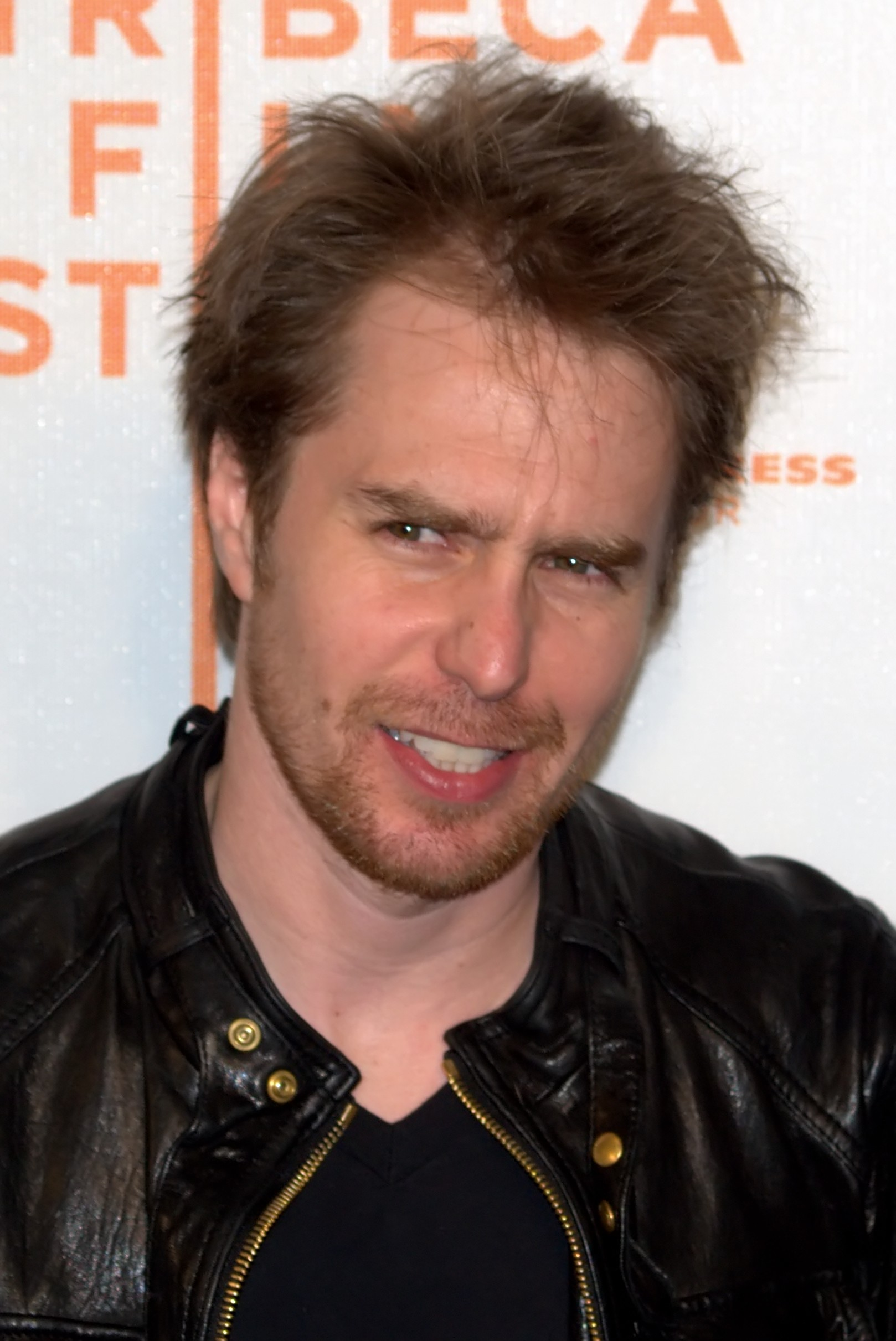
Sam Rockwell acteur principal Moon (film) 2009

Dès 2009, Duncan Jones envisage une suite qui ferait office d'épilogue au film. Il déclare alors « Sam (Rockwell) a accepté de jouer un petit rôle » et espère qu'il pourrait faire une trilogie. Quelque temps plus tard, il déclare avoir en projet un autre film de science-fiction, intitulé Mute, qui se déroulerait dans un Berlin futuriste. Il s'agirait d'une œuvre inspirée de Blade Runner, une sorte de « petite lettre d'amour pour le film ». Dans le futur Berlin, la mystérieuse disparition d'une femme pousse son partenaire, un barman muet, à se confronter aux gangsters de la ville. Le film se situe à la même époque que Moon, et Sam Rockwell y fera une apparition en tant que Sam Bell, personnage principal de Moon. Cependant, le projet est mis en attente en faveur d'un autre film dont le titre n'est pas dévoilé, et Jones déclare finalement que Mute sortira d'abord comme un roman graphique avant d'être converti en film.